# 아이작 파레데스
아이작 에드가르도 파레데스 칼데론(Isaac Edgardo Paredes Calderón, 1999년 2월 18일 ~ )는 메이저 리그 베이스볼 (MLB)의 탬파베이 레이스의 멕시코 프로 야구 내야수이다. 2020년 디트로이트 타이거스와 함께 MLB 데뷔를 하였다.

## 활동

### 시카고 컵스
파레데스는 2015년 7월 국제 FA 자격으로 시카고 컵스와 계약했다. 2016년 애리조나 리그 컵스에서 프로 데뷔를 하였으며 47경기에서 1개의 홈런과 26개의 타점과 함께 .305의 타율을 기록했다. 그 시즌 사우스 벤드 컵스에서는 3경기에 출전했다. 2017년은 사우스 벤드 컵스에서 시작했다.

### 디트로이트 타이거즈
2017년 7월 31일, 파레데스는 알렉스 아빌라와 저스틴 윌슨을 받는 대가로 자이머 칸델라리오와 함께 디트로이트 타이거스로 이적되었다. 남은 시즌 동안에는 웨스트미시간 화이트캡스에 배정되었다. 사우스 벤드와 웨스트 미시간 간의 총 124경기에서는 11개의 홈런과 70개의 타점으로 타율 .252를 기록했다. 2017년 시즌 이후 멕시코 퍼시픽 리그(LMP)의 야키스 데 오브레곤에서 뛰었다.
2018년 레이크랜드 플라잉 타이거스와 에리에 시울브즈에서 뛰며 두 팀에서 123경기 동안 15홈런과 70타점으로 .278을 기록했다. 2018년 시즌 이후에는 LMP의 야퀴스에서 뛰었다.
2019년에 에리의 시즌을 시작했다. 그해 여름, 파라데스는 2019년 올스타 퓨처스 게임에 지명되었다. 시즌 후 메사 솔라 삭스의 애리조나 폴 리그에서 뛰도록 선택되었다. 이후 13개의 홈런, 66개의 타점, .282의 평균 타율, 57개의 볼넷을 61개의 삼진과 0.368의 OBP로 시즌을 마쳤다. 파레데스는 2019년 시즌 이후 타이거스의 40인 로스터에 추가되었다. 2019년 시즌 이후, LMP의 야퀴스에서 뛰었다.
2020년 8월 17일, 타이거스는 파레데스를 리콜했고 그날 후반 3루에서 뛰고 있는 시카고 화이트삭스를 상대로 MLB 데뷔전을 치루었다. 두 번째 타석에서, 파레데스는 지오 곤잘레스에게 2타점 안타를 기록하며 첫 안타를 냈다. 8월 21일 클리블랜드 인디언스와의 경기에서 파레데스는 그의 첫 메이저 리그 홈런으로 그랜드 슬램을 쳤다. 2010년 브레넌 보쉬(브레넌 보슈) 이후 처음으로 메이저리그 홈런으로 그랜드슬램을 친 타이거 선수이자 1954년 알 칼라인(알 칼라인) 이후 그랜드슬램을 친 최연소 타이거 선수이다. 2020년 시즌 동안 34경기에서 파레데스는 0.220의 타율과 홈런과 6개의 타점을 기록했다. 2020년 시즌이 끝난 후, LMP의 베나도스 데 마사틀란에서 뛰었고 42경기에서 .379를 기록했다. 또한 2021년 캐리비안 시리즈에서 멕시코 국가대표로 뛰었다.
파레데스는 2021 시즌을 시작하기 위해 타이거스의 메이저 리그 명단에 자리를 잡지 못했다. 6월 8일 트리플-A 톨레도 머드 헨에서 리콜되어 그날 저녁 라인업에 있었다. 파레데스는 7월 22일 엉덩이 통증으로 10일 부상자 명단에 올랐다.

### 탬파베이 레이스
2022년 4월 4일, 타이거스는 2022년 MLB 드래프트에서 파레데스와 경쟁적인 균형 라운드 B 픽을 오스틴 메도우와 교환하는 대가로 탬파베이 레이스로 이적했다. 더럼 불스에서 뛰고 난 후, 5월 1일 미네소타 트윈스를 상대로 레이스와 함께 데뷔했다. 5월 18일, 파레데스는 트로피카나 필드 에서 타이거스와의 생애 첫 멀티홈 경기를 치렀다. 6월 21일, 5-4 레이스 승리에서 뉴욕 양키스를 상대로 3개의 홈런을 쳤다.